# Zvony baziliky Navštívení Panny Marie ve Frýdku
Zvony baziliky Navštívení Panny Marie ve Frýdku jsou z roku 2007, vyrobeny v Dytrychově zvonařské dílně v Brodku u Přerova.

## Historie zvonů
V roce 1777 byla dostavěna dvojice průčelních věží chrámu Navštívení Panny Marie  ve Frýdku. Pro tento poutní chrám pořídil první zvon Jan Nepomuk Pražma z Bílkova (1726–1804). Barokní zvon měl hmotnost 1 694 kg a byl ulit roku 1795 zvonařským mistrem Johannem Straubem v Olomouci a benedikován 25. srpna 1795 biskupem Gottfriedem Rosenthalem a zavěšen v pravé věži. V roce 1838 byly ulity dva menší zvony pro levou věž u zvonaře Františka Stankeho v Olomouci. Zvony pořídil frýdecký arcikněz a farář Pavel Prutek. Větší zvon měl hmotnost 950 kg, menší 407 kg. Menší zvon byl roku 1860 nahrazen zvonem sv. František o hmotnosti 450 kg. Zvon věnoval chrámu administrátor František Kohut. Na základě provedeného soupisu zvonů  (Katastr zvonů) a nařízení k rekvizici zvonů byly menší zvony rekvírovány 27. dubna 1916, rekvizici zajišťovalo c. a k. vojenské velitelství. Druhá rekvizice probíhala v roce 1917 a týkala se zvonů odlitých po roce 1600.  Zvon z roku 1795 byl rekvírován přes odpor frýdeckého magistrátu i farního úřadu 16. listopadu 1917.
Ještě před ukončením první světové války objednal frýdecký farář ThDr. Josef Müller v německé Bochumi dva železné zvony. Posvěcené byly zavěšeny na věž 9. září 1918. Větší měl hmotnost 1 450 kg a menší 800 kg. O pořízení kvalitnějších zvonů se zasloužil Spolek pro zvelebení poutí. Nové bronzové zvony ulila firma Richarda Herolda v Chomutově. Dne 18. srpna 1929 byly zvony vysvěceny farářem Müllerem. Zvon Maria nesl nápisy v češtině, němčině a latině a měl hmotnost 1 876 kg. Druhý zvon sv. Hedvika měl pouze latinský nápis a hmotnost 1 103 kg. Třetí zvon sv. Václav s latinským nápisem měl hmotnost 734 kg.
V březnu 1940 vyšel v Německu zákon o čtyřletém hospodářském plánu na shromáždění neželezných kovů, jehož realizací byl pověřen Hermann Göring. V listopadu 1941 vyšlo v Protektorátu Čechy a Morava vládní nařízení o odevzdání zvonů. Jelikož zvony chrámu Navštívení Panny Marie odpovídaly kategorii „A“ – zvony bez větší hodnoty, byly automaticky určené k dalšímu zpracování. Z okupovaných Sudet a Protektorátu Čechy a Morava putovaly zvony do sběrných míst v Praze a Ostravě. Zvonovina se používala především k výrobě částí odolných mořské vodě (lodní šrouby, pláště ponorek ap.). Všechny tři zvony z roku 1929 byly sejmuty a rekvírovány v období druhé světové války.
Dne 28. června 2007 v Dytrychově zvonařské dílně v Brodku u Přerova byly odlity dva zvony. Zvon sv. Josef má hmotnost 490 kg a zvon Panna Maria Frýdecká o hmotnosti 850 kg. Dne 5. dubna 2008 byly slavnostně posvěceny  ostravsko-opavským biskupem Františkem Václavem Lobkowiczem a zavěšeny v levé věži.